# Жуніор Годой
Луї́с Анто́ніу Годо́й А́лвіш Жуніо́р (порт. Luiz Antônio de Godoy Alves Júnior), більш відомий як Жуніор Годой (порт. Junior Godoi; 20 вересня 1978 року, Сан-Паулу, Бразилія) — бразильський футболіст, півзахисник.

## Біографія
Почав займатися футболом в Бразилії в 13 років. Займався в дитячій школі «Палмейраса». Також є інформація, що він займався в клубі «Сан-Паулу». У 19 років він підписав перший професійний контракт з «Палмейрасом». Потім захищав кольори клубу «Уніан Барбаренсе».
У зимове міжсезоння 2003/04 Жуніор перейшов в сімферопольську «Таврію», завдяки своєму агентові. У команді разом з ним грав співвітчизник Едмар. У чемпіонаті України дебютував 14 березня 2004 року в матчі проти київського «Динамо» (0:0). 6 листопада 2005 в матчі проти «Волині» (1:2), Жуніор забив гол і тим самим став автором 500-го гола «Таврії» в чемпіонатах України [2]. У команді став основним гравцем, у Вищій лізі зіграв 70 матчів і забив 11 голів, в Кубку України провів 8 матчів і забив 1 м'яч. «Таврію» покинув через розбіжності з тренером Михайлом Фоменко.
В кінці серпня 2006 року перейшов на правах вільного агента в варшавську «Легію», підписавши чотирирічний контракт. Клуб за нього заплатив 500 000 євро. Хоча також в інтернеті з'явилася інформація, що Жуніор може перейти в румунські «Стяуа» і «Рапід». У Екстракласі дебютував 8 вересня 2006 року в матчі проти «Арки» (1:1). 14 вересня 2006 дебютував у єврокубках у матчі Кубка УЄФА проти «Аустрії» (1:1), на 44 хвилині Жуніор забив гол у ворота Сабольч Шафара. «Аустрію» «Легія» не змогла пройти, в наступному матчі програвши (1:0). У «Легії» він отримав травму коліна, на відновлення пішло 7 місяців. У сезоні 2006/07 «Легія» стала бронзовим призером чемпіонату, поступившись «Белхатув» і любинському «Заглембе». Жуніор провів 13 матчів і забив 1 гол в чемпіонаті, також зіграв в 1 матчі Кубка Польщі і в Кубку Екстракласи провів 2 матчі і забив 1 м'яч.
Взимку 2008 року побував на перегляді у харківському «Металісті», але клубу не підійшов.
У вересні 2008 року підписав контракт з луганською «Зорею». У команді дебютував 20 вересня 2008 року в матчі проти «Харкова» (2:3), на 27-й хвилині він забив гол у ворота Дмитра Стойка. У сезоні 2008/09 Жуніор став основним гравцем команди, зігравши 14 матчів і забивши 4 голи. Влітку 2009 року покинув клуб, після став тренувати юнаків у Бразилії і підтримувати ігрову форму. У січні 2010 року отримав статус вільного агента.
Після виступав у бразильському клубі «Віла-Нова» з міста Гоянія в Серія B, провів 20 матчів і забив 1 м'яч. У тому сезоні «Віла-Нова» зайняла 16-е місце з 20 команд і тільки за різницею забитих і пропущених голів не вилетіла в Серію С. Потім грав за команду «Лондріна» з однойменного міста.
У вересні 2010 року підписав контракт із запорізьким «Металургом». У складі команди дебютував 26 вересня 2010 року в виїзному матчі проти полтавської «Ворскли» (2:1), Жуніор почав матч в основі, але в перерві був замінений на Сергія Сидорчука. У жовтні 2010 року разом з командою став переможцем Кубка Кучеревського, у фіналі «Металург» обіграв дніпропетровський «Дніпро» (2:3). 21 листопада 2010 в матчі проти львівських «Карпат» (0:0) Жуніор після зіткнення з воротарем гостей Віталієм Руденко отримав важку травму, його винесли з поля на носилках і відвезли в машині швидкої допомоги в лікарню. Там йому під наркозом виправили плече, після чого він не міг грати протягом декількох місяців.
У «Металурзі» Жуніор став основним гравцем і лідером команди, також він виступав як капітан. За підсумками сезону 2010/11 «Металург» посів останнє 16 місце і вилетів у Першу лігу України. У цьому сезоні він забив 2 м'ячі в 19 матчах.

## Досягнення
- Бронзовий призер чемпіонату Польщі (1): 2006/07